# تشيانغ مي
تشيانغ مي ((بالتايلندية: เชียงใหม่)) هي عاصمة محافظة تشيانغ مي وأكبر مدينة والأكثر أهمية ثقافياً في شمالي تايلاند. يبلغ عدد سكانها 148,477 نسمة وذلك حسب إحصائيات سنة 2008. يبلغ ارتفاع المدينة عن سطح البحر قرابة 310 متر. تبلغ مساحتها 40.216 كم².

## المناخ
يظهر الجدول التالي التغييرات المناخية على مدار السنة لتشيانغ مي:
| البيانات المناخية لـتشيانغ مي                                                                       | البيانات المناخية لـتشيانغ مي | البيانات المناخية لـتشيانغ مي | البيانات المناخية لـتشيانغ مي | البيانات المناخية لـتشيانغ مي | البيانات المناخية لـتشيانغ مي | البيانات المناخية لـتشيانغ مي | البيانات المناخية لـتشيانغ مي | البيانات المناخية لـتشيانغ مي | البيانات المناخية لـتشيانغ مي | البيانات المناخية لـتشيانغ مي | البيانات المناخية لـتشيانغ مي | البيانات المناخية لـتشيانغ مي | البيانات المناخية لـتشيانغ مي |
| الشهر                                                                                               | يناير                         | فبراير                        | مارس                          | أبريل                         | مايو                          | يونيو                         | يوليو                         | أغسطس                         | سبتمبر                        | أكتوبر                        | نوفمبر                        | ديسمبر                        | المعدل السنوي                 |
| --------------------------------------------------------------------------------------------------- | ----------------------------- | ----------------------------- | ----------------------------- | ----------------------------- | ----------------------------- | ----------------------------- | ----------------------------- | ----------------------------- | ----------------------------- | ----------------------------- | ----------------------------- | ----------------------------- | ----------------------------- |
| الدرجة القصوى °م (°ف)                                                                               | 35.2 (95.4)                   | 37.7 (99.9)                   | 40.9 (105.6)                  | 41.4 (106.5)                  | 42.4 (108.3)                  | 39.3 (102.7)                  | 39.0 (102.2)                  | 36.5 (97.7)                   | 35.8 (96.4)                   | 37.9 (100.2)                  | 34.7 (94.5)                   | 33.4 (92.1)                   | 42.4 (108.3)                  |
| متوسط درجة الحرارة الكبرى °م (°ف)                                                                   | 29.8 (85.6)                   | 32.7 (90.9)                   | 35.2 (95.4)                   | 36.5 (97.7)                   | 34.2 (93.6)                   | 32.7 (90.9)                   | 31.8 (89.2)                   | 31.5 (88.7)                   | 31.7 (89.1)                   | 31.4 (88.5)                   | 30.1 (86.2)                   | 28.6 (83.5)                   | 32.2 (90.0)                   |
| المتوسط اليومي °م (°ف)                                                                              | 21.5 (70.7)                   | 23.9 (75.0)                   | 27.1 (80.8)                   | 29.3 (84.7)                   | 28.2 (82.8)                   | 27.6 (81.7)                   | 27.2 (81.0)                   | 26.8 (80.2)                   | 26.7 (80.1)                   | 26.1 (79.0)                   | 24.0 (75.2)                   | 21.4 (70.5)                   | 25.8 (78.4)                   |
| متوسط درجة الحرارة الصغرى °م (°ف)                                                                   | 14.9 (58.8)                   | 16.2 (61.2)                   | 19.5 (67.1)                   | 22.9 (73.2)                   | 23.8 (74.8)                   | 24.0 (75.2)                   | 23.9 (75.0)                   | 23.7 (74.7)                   | 23.2 (73.8)                   | 22.2 (72.0)                   | 19.2 (66.6)                   | 15.7 (60.3)                   | 20.8 (69.4)                   |
| أدنى درجة حرارة °م (°ف)                                                                             | 8.6 (47.5)                    | 9.4 (48.9)                    | 13.0 (55.4)                   | 16.3 (61.3)                   | 18.3 (64.9)                   | 21.2 (70.2)                   | 20.5 (68.9)                   | 21.2 (70.2)                   | 19.5 (67.1)                   | 14.0 (57.2)                   | 9.3 (48.7)                    | 3.8 (38.8)                    | 3.8 (38.8)                    |
| معدل هطول الأمطار مم (إنش)                                                                          | 4.2 (0.17)                    | 8.9 (0.35)                    | 17.8 (0.70)                   | 57.3 (2.26)                   | 162.0 (6.38)                  | 124.5 (4.90)                  | 140.2 (5.52)                  | 216.9 (8.54)                  | 211.4 (8.32)                  | 117.6 (4.63)                  | 53.9 (2.12)                   | 15.9 (0.63)                   | 1٬130٫6 (44.51)               |
| متوسط الأيام الممطرة                                                                                | 0.7                           | 0.9                           | 2.3                           | 6.8                           | 15.0                          | 17.1                          | 18.9                          | 20.9                          | 17.8                          | 11.7                          | 4.9                           | 1.4                           | 118.4                         |
| متوسط الرطوبة النسبية (%)                                                                           | 68                            | 58                            | 52                            | 57                            | 71                            | 77                            | 79                            | 81                            | 81                            | 79                            | 75                            | 73                            | 71                            |
| ساعات سطوع الشمس الشهرية                                                                            | 272.8                         | 257.1                         | 294.5                         | 279.0                         | 198.4                         | 156.0                         | 120.9                         | 117.8                         | 144.0                         | 201.5                         | 216.0                         | 254.2                         | 2٬512٫2                       |
| ساعات سطوع الشمس اليومية                                                                            | 8.8                           | 9.1                           | 9.5                           | 9.3                           | 6.4                           | 5.2                           | 3.9                           | 3.8                           | 4.8                           | 6.5                           | 7.2                           | 8.2                           | 6.9                           |
| المصدر #1: Thai Meteorological Department                                                           |                               |                               |                               |                               |                               |                               |                               |                               |                               |                               |                               |                               |                               |
| المصدر #2: Office of Water Management and Hydrology, Royal Irrigation Department (sun and humidity) |                               |                               |                               |                               |                               |                               |                               |                               |                               |                               |                               |                               |                               |

## معرض صور

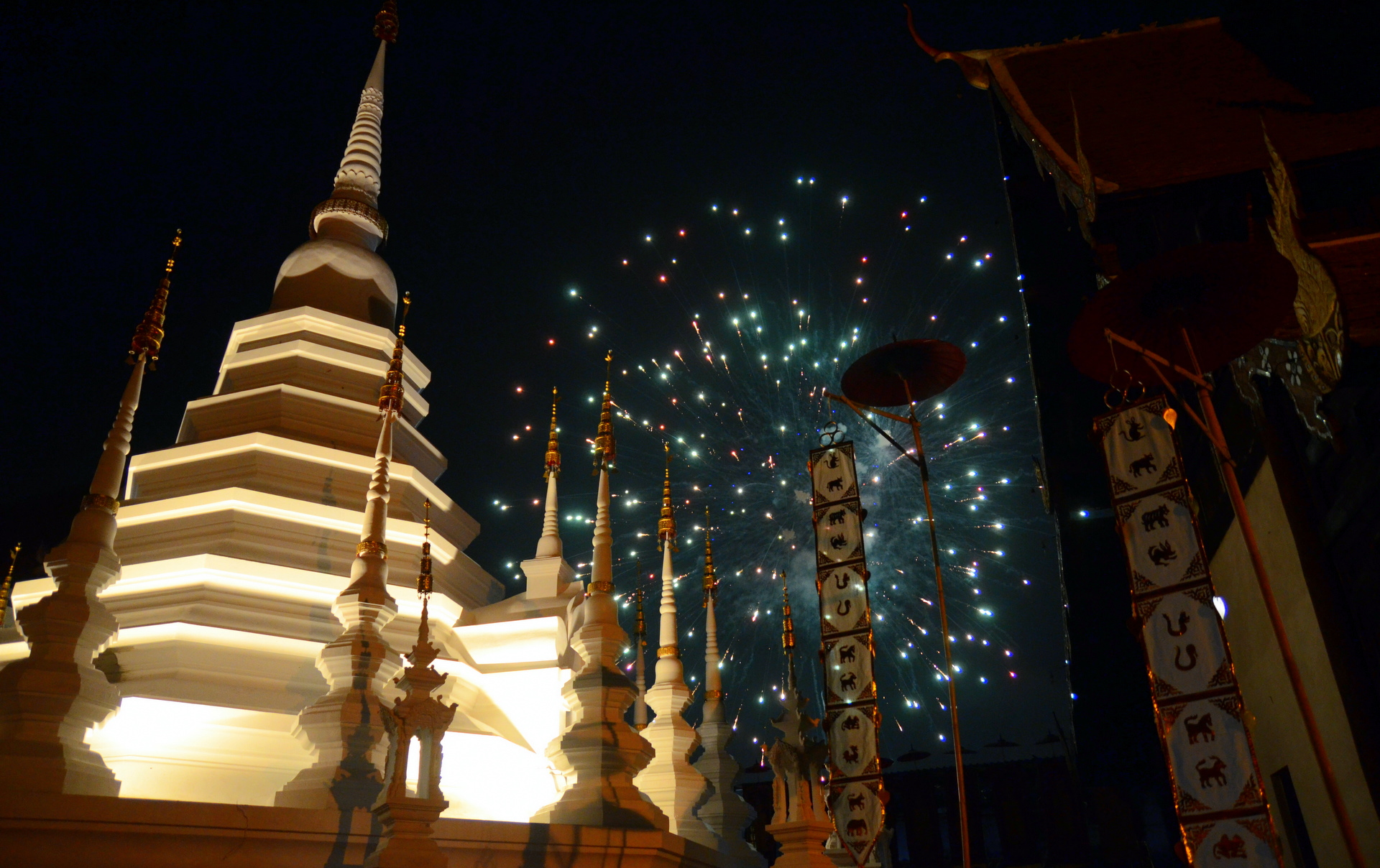
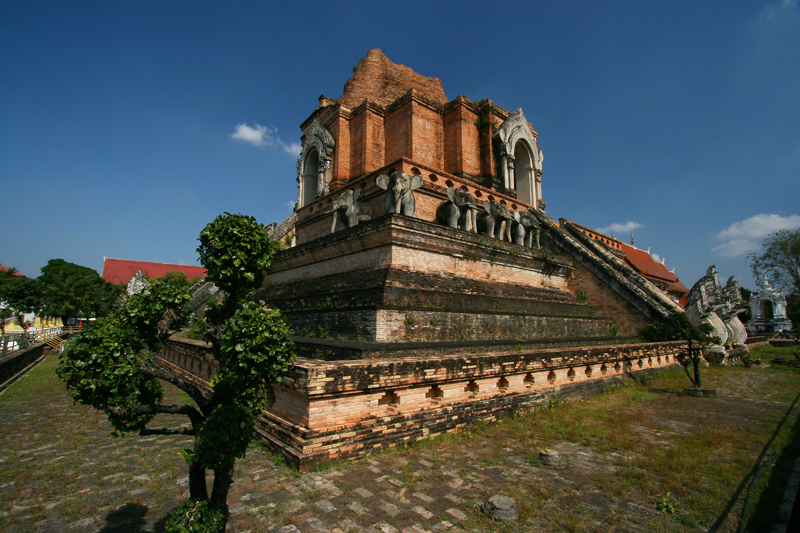
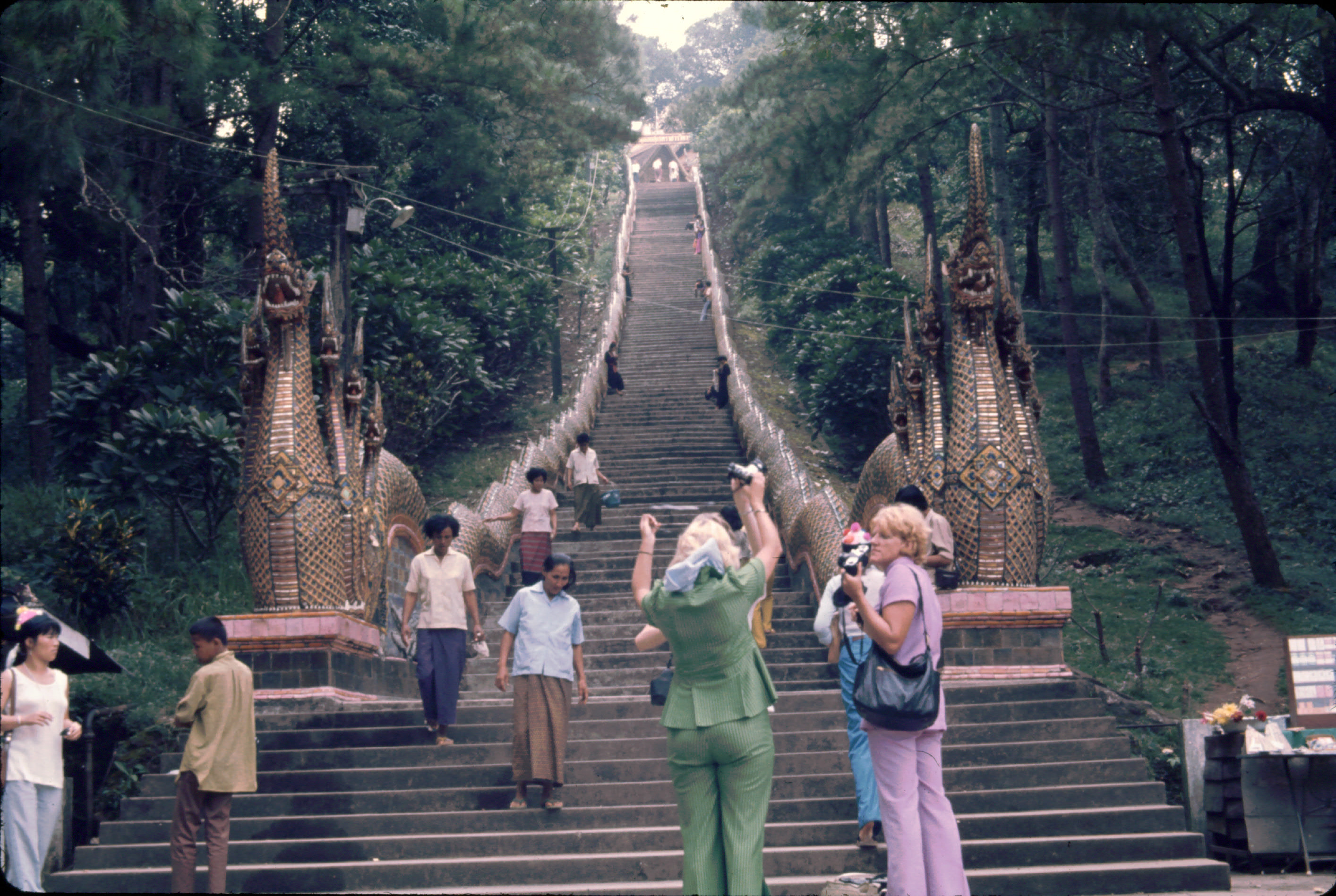
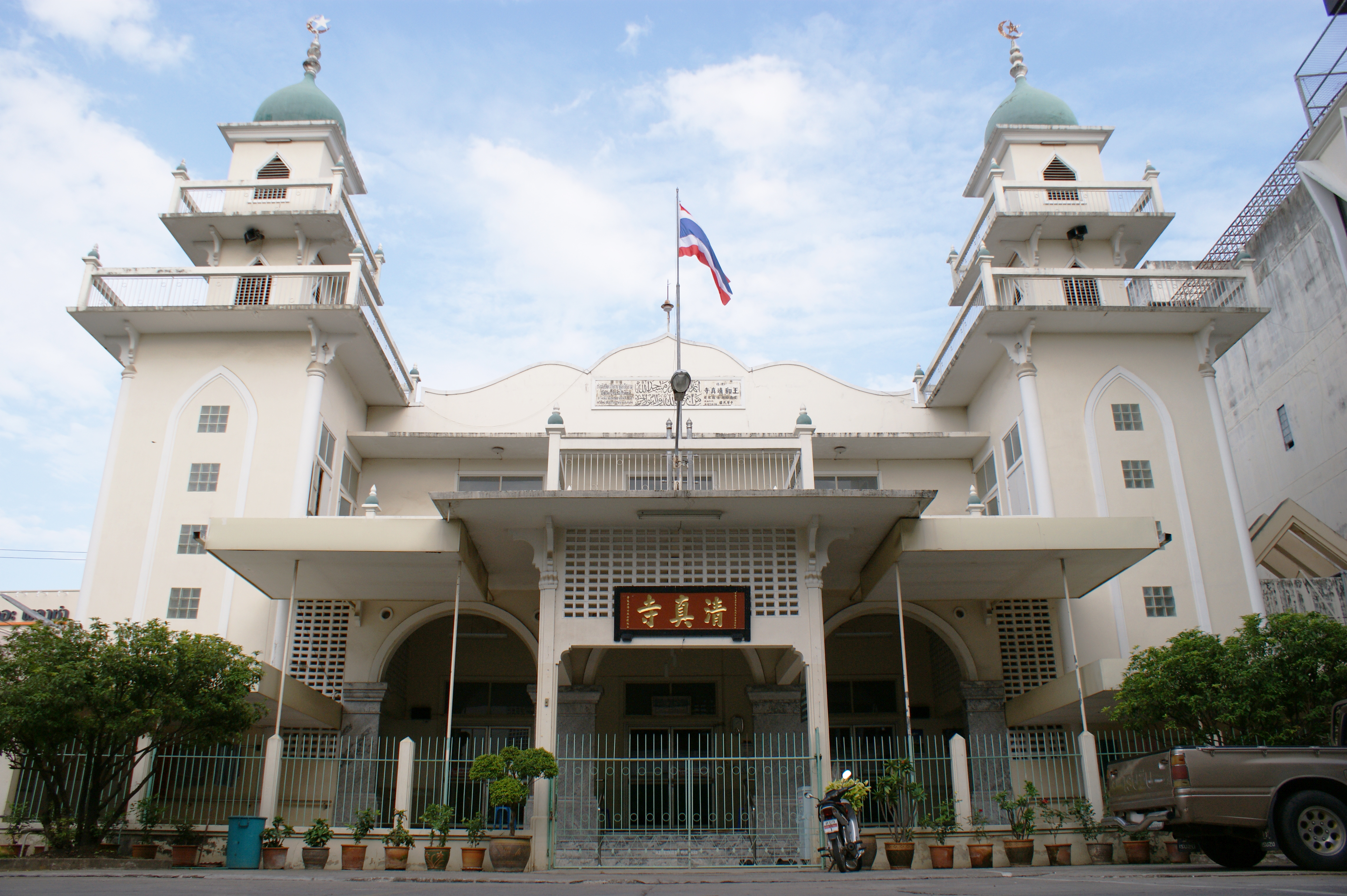

## توأمة
لتشيانغ مي اتفاقيات توأمة مع كل من:
- يوزو (8 أغسطس 1989 - )
- سايتاما (9 نوفمبر 1992 - )
- كونمينغ (7 يونيو 1999 - )
- هاربن (29 أبريل 2008 - )
- تشنغدو (2013 - )[7]

## أعلام
- ناثافونج سامانا
- فوراشيت كانيتسربامبين
- بانوبونغ وونسغا
- ثانيالاك تشوتفيبونسين
- نوبون ليرتشيواكارن

## روابط خارجية
- مدينة تشيانغ مي